# Méchante sorcière de l'Ouest
 (mars 2016).
Si vous disposez d'ouvrages ou d'articles de référence ou si vous connaissez des sites web de qualité traitant du thème abordé ici, merci de compléter l'article en donnant les références utiles à sa vérifiabilité et en les liant à la section « Notes et références ».
La méchante sorcière de l'Ouest est un personnage fictif créé par l'auteur américain L. Frank Baum comme le plus important antagoniste de son roman Le Magicien d'Oz publié en 1900. Dans les romans de Baum, elle n'a pas de nom ; elle est seulement appelée « sorcière » (witch) ou « méchante sorcière » (wicked witch). Par la suite, elle reçut plusieurs dénominations :
- Elphaba dans Wicked : donné par Gregory Maguire dans sa série de romans The Wicked Years sur le pays d'Oz (à ce jour, quatre romans ont été publiés), ce nom est un hommage à L. Frank Baum : L. Frank Baum.
- Theodora dans Le Monde fantastique d'Oz
- Evilene dans The Wiz
- Zelena dans Once Upon a Time[1]

## Biographie
Elle est la sœur de la méchante sorcière de l'Est, et vit dans un château à l'ouest du pays d'Oz où elle règne sur les Winkies. Elle s'était associée aux trois autres méchantes sorcières (celle de l'Est, du Nord ainsi que celle du Sud) pour régner sur le pays. Grâce à un chapeau magique, elle peut utiliser trois souhaits qui lui permettent de contrôler les singes volants. Elle contrôle également d'autres animaux, comme son armée de loups, son essaim d'abeilles, ainsi que des corbeaux, qu'elle n'hésite pas à lâcher sur ceux qui s'aventurent trop près de sa forteresse. Dorothée et ses amis en feront les frais, lorsque le magicien lui demandera de lui ramener le balai de la sorcière. La méchante sorcière de l'Ouest convoite les souliers d'argent (ou de rubis selon les versions). Elle a également la phobie de l'eau (qui est sa seule faiblesse) car elle sait que la moindre goutte d'eau lui serait fatale. C'est d’ailleurs ce qui arrive lorsque Dorothée lui jette un seau d'eau dessus : elle fond !
Lorsque le magicien envoie Dorothy Gale et ses amis pour la détruire, la sorcière les attaque avec une meute de quarante loups, un troupeau de quarante corbeaux, un essaim d'abeilles, ainsi qu'un groupe d'esclaves Winkie. Malheureusement, chacune de ses tentatives échouent. Néanmoins, la sorcière ne peut pas tuer Dorothy car cette dernière est protégée par le baiser de la Bonne sorcière du Nord. Elle se contente donc d'asservir Dorothy et tente de forcer le lion à se soumettre en le laissant mourir de faim, même si Dorothy lui fournit de la nourriture la nuit lorsque la sorcière dort. En voyant les souliers d'argent sur les pieds de la jeune fille, la sorcière décide de les voler et réussit à s'emparer d'une chaussure en faisant trébucher Dorothy. Furieuse, la petite fille lui jette alors un seau d'eau, qui la fait fondre instantanément.
Dans Le Monde fantastique d'Oz, les simples larmes de Théodora lui brûlent le visage.
Dans Wicked, Elphaba est le fruit d'un amour interdit : sa mère trompait son père avec un autre homme, d'où sa peau verte. Rejetée par son père, elle aimera quand même Nessarose, sa sœur qui se trouve être handicapée. C'est elle qui lui donnera les souliers d'argent. Devenue valide grâce aux pouvoirs des chaussures, Nessarose transformera l'amour de sa vie en « l'homme de fer blanc », car il la repousse en lui avouant ses sentiments pour Glinda, et deviendra ainsi la méchante sorcière de l'Est. Quant à Elphaba, elle deviendra la méchante sorcière de l'Ouest en transformant un de ses amis en singe volant.

## Apparence
Dans le roman, la méchante sorcière de l'ouest est décrite comme étant borgne, elle n'a qu'un seul œil qui peut tout voir et porte un cache-œil. Elle est également très laide, car au pays d'Oz, seules les gentilles sorcières sont belles. Dans le film de Fleming, Le Magicien d'Oz, elle apparaît comme une femme verte, munie d'un chapeau pointu. 
Dans le monde fantastique d'Oz, Théodora était belle lorsqu'elle était la bonne sorcière du Nord, mais son apparence change lorsqu'elle croque la pomme que lui tend sa sœur pour « l'aider. » Sa peau devient verte, son nez et son menton s'allongent et ses yeux jaunissent. Ses ongles deviennent très longs et noirs. En acceptant sa nouvelle apparence, elle change son ancien chapeau en chapeau pointu, et devient le stéréotype qu'Oz avait des sorcières. Lorsqu'elle se rendra chez Glinda pour montrer sa nouvelle apparence à Oz, elle rajoutera à sa tenue un balai. Lorsqu'elle prend le balai en main, ce dernier noircit, et laisse une trainée noire lorsqu'elle le conduit.

### Le filmLe Magicien d'Oz(1939)

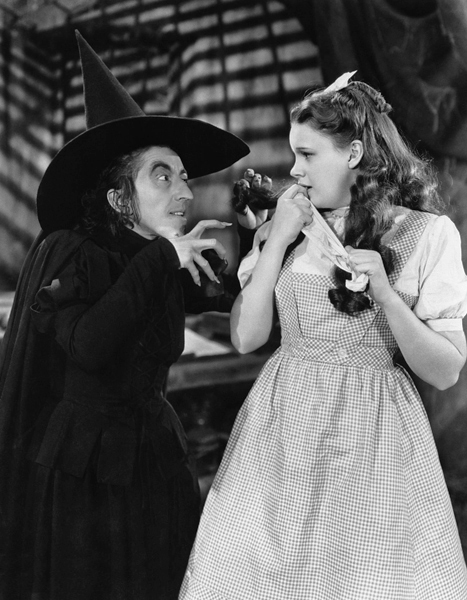
Le Magicien d'Oz (1939) : La Méchante Sorcière de l'Ouest (Margaret Hamilton) terrorise Dorothy (Judy Garland).

La Méchante Sorcière de l'Ouest est la sœur de la Méchante Sorcière de l'Est. Comme certains personnages du film, elle a un équivalent humain dans le monde réel (en noir et blanc), Almira Gulch. Elle veut faire abattre le chien de Dorothy, Toto qui l'a mordue. Elle finit par s'emparer de Toto avec l'intention de le tuer, sur l'ordre du shérif. Mais le chien s'échappe et retourne près de Dorothy. Lorsque Dorothy se retrouve dans la maison emportée par la tornade, elle voit par la fenêtre Almira Gulch sur sa bicyclette se transformant en une sorcière chevauchant un balai. Lorsque la maison de Dorothy s'écrase et tue sa sœur, la Méchante Sorcière de l'Ouest débarque à Munchkinland pour réclamer les souliers de rubis de sa sœur. Malheureusement pour elle, Dorothy en a déjà pris possession. La sorcière jure vengeance contre elle et son chien Toto. Lorsque Dorothy et ses compagnons sont envoyés par le Magicien d'Oz pour la tuer, elle et son chien se font capturer par l'armée de singes volants de la sorcière. Cette dernière lui réclame les souliers de rubis. Dorothy accepte après la menace de mort envers Toto mais une force magique empêche la sorcière d'en prendre possession. Elle lui explique qu'elle doit la tuer pour pouvoir les lui enlever. Mais Toto profite du manque d'attention de la sorcière pour s'échapper. La sorcière enferme alors Dorothy pour réfléchir à la manière de la tuer sans abîmer les chaussures. Les amis de Dorothy viennent la sauver, mais le groupe est pris au piège par les troupes de la sorcière. Une bagarre générale s'engage et Dorothy arrose la sorcière avec de l'eau, ce qui la fait fondre.

### Le Monde fantastique d'Oz (2013)
Théodora est la sœur d'Evanora et de Glinda. Son père est le roi du monde d'Oz, mort empoisonné. Elle rencontre Oscar Diggs un prestidigitateur arrivé en ballon gonflable. Elle pense qu'il est le magicien de la prophétie qui stipule qu'un magicien venu d'ailleurs viendra, chassera la "Méchante Sorcière" et deviendra le nouveau roi du pays d'Oz. Séduite par le jeune homme, elle essaye de convaincre Evanora qu'il est le magicien. Cette dernière envoie Oscar tuer la "Méchante Sorcière", en réalité Glinda, accusée d'avoir assassiné le roi. Evanora fait croire à Théodora qu'Oscar l'a délaissée pour une autre femme. Le cœur brisé, Théodora décide de croquer la pomme verte que lui offre sa sœur. Subitement, son côté obscur resurgit. Elle décide alors de se venger d'Oscar en se rendant au pays de Quadling. Elle menace de tuer Oscar, ainsi que tous ses alliés. Elle s'envole sur un balai (référence à une boutade d'Oscar sur le fait qu'elle n'a pas de balai). Lorsque l'armée de Glinda attaque la cité d'Émeraude, cette dernière est capturée et torturée en place publique par ses deux sœurs. Mais les tours de magie d'Oscar impressionnent les deux sorcières ainsi que l'assemblée. Théodora s'enfuit alors vers le pays Winkie, après avoir refusé les offres de paix du Magicien. Elle deviendra par la suite la Méchante Sorcière de l'Ouest.

### Once Upon a Time (2014)[2]
Zelena est la fille cachée de Cora qui l'a abandonnée à cause d'Eva, la mère de Blanche Neige. Abandonnée dans la forêt, Zelena est envoyée au pays d'Oz par une tornade où elle est élevée par des paysans qui l'ont recueillie malgré ses pouvoirs. Quelques années plus tard, elle apprend son adoption et l'identité de ses vrais parents.
Grâce à des souliers magiques, Zelena part à la recherche de Rumplestiltskin pour devenir son élève. Celui-ci reconnaît son talent mais également son défaut : elle est d'une jalousie maladive envers sa sœur Régina. Furieuse, Zelena retourne à Oz où elle cherche l'aide du magicien mais découvre qu'il est Walsh, un homme du Kansas qui n'a aucun pouvoir mais utilise des objets magiques et divers mécanismes de foire pour créer son "pouvoir". Quand Walsh lui explique que même la magie a ses limites et qu'on ne peut changer le passé, Zelena change Walsh en singe volant et décide de se rendre dans le passé pour changer son destin. À ce moment, la rancœur accumulée par Zelena pendant toutes ces années est à son paroxysme et lui fait changer la couleur de sa peau, qui devient verte.
Elle rejoint la sororité des sorcières d'Oz où elle pourra siéger et faire le bien avec ses égales du Nord, de l'Est et du Sud grâce à Glinda, son arrivée en Oz faisant écho à une prophétie racontant l'arrivée d'une enfant puissante par un cyclone. Elle porte un médaillon qui contient tous ses pouvoirs. La joie de la sorcière lui fait perdre sa peau verte.
Un nouveau cyclone surgit amenant Dorothy, une fille du Kansas. Jalouse, Zelena relit la prophétie et comprend qu'en réalité, elle est destinée à être vaincue par Dorothy. Glinda tente de la convaincre de ne pas croire en la prophétie et de choisir son destin, mais Zelena est décidée. Elle tente de tuer Dorothy alors qu'elle puisait de l'eau, et la jeune fille se défend en l'arrosant d'eau, provoquant la fonte du corps de Zelena. Dorothy y appelle alors Glinda, qui comprend ce qu'il vient de se passer et amène la fille du Kansas au Magicien d'Oz, normalement libéré de son sort. Le Magicien donne à Dorothy des souliers magiques qui lui permettent de retourner au Kansas, mais en réalité, Zelena n'est pas morte et a renvoyé la seule menace contre elle dans un autre monde. De même, elle envoie Glinda dans la Forêt Enchantée et redevient la méchante sorcière de l'ouest.
Jalouse de Régina pour avoir eu l'attention de leur mère et de ne pas avoir été choisie pour lancer le Sort Noir de Rumplestilskin, elle est responsable de la seconde malédiction qui fait perdre la mémoire aux habitants de Storybrooke : alors que sa véritable identité est encore inconnue de tous, elle sympathise avec Mary Margaret, enceinte, se faisant alors passer pour une sage-femme dans le but de se procurer son nouveau-né dont elle a besoin pour lancer le sort de retour dans le temps. Pour ce faire, elle a également besoin du courage de David, du cœur de Regina et du cerveau de Rumplestilskin. Arrêtée par Régina, elle perd ses pouvoirs et est emprisonnée. Malgré l'espoir de Belle pour qu'il ne lui fasse rien, M. Gold la tue pour venger son fils. Alors que tout le monde la croit morte, elle réapparait sous la forme de Marianne, l'épouse de Robin, et jouera avec les sentiments de celui-ci pour se venger de sa sœur Régina. Elle tombe enceinte de Robin des Bois et donne naissance à une petite fille dans la saison 5.
On finit par découvrir qu'elle est le Véritable Amour d'un autre méchant populaire : Hadès, le Seigneur des Enfers. Elle finit par le tuer pour sauver sa sœur, premier acte héroïque de sa part. 

## Interprètes
- Margaret Hamilton dans le film musical Le Magicien d'Oz : Wicked Witch
- Mabel King dans le film et la comédie musicale The Wiz : Evilene
- Idina Menzel dans la comédie musicale Wicked dans les productions originales de Broadway et du West End : Elphaba
- Mila Kunis dans Le Monde fantastique d'Oz : Theodora
- Rebecca Mader de la saison 3 jusqu'à l'épisode final (Saison 7, Épisode 22) de Once Upon a Time : Zelena
- Cynthia Erivo dans le film en prise de vues réelles Wicked : Elphaba

### Jeux vidéo
- La méchante sorcière de l'Ouest fait partie des nombreux personnages jouables additionnels dans Lego Dimensions et est la seule mini-figurine représentant sa série.